# A Real Dead One
A Real Dead One е лайф албум издаден от британската хевиметъл група Айрън Мейдън през 1993 г. Албумът включва записи от европейските концерти на групата от турнето „Fear of the Dark“ и включва изпълнения от албумите преди „Somewhere in Time“.
Класиране: №12 – Великобритания; №37 – Чехия; №50 – Германия; №140 – САЩ. Когато групата започва да преиздава албумите си през 1998 г. A Real Live One и A Real Dead One са комбинирани в компилацията A Real Live Dead One. За разлика от Fear of the Dark обложката е направена от Дерек Ригс. Fear of the Dark и Hallowed Be Thy Name излизат като сингли.

## Състав
- Брус Дикинсън – вокал
- Дейв Мъри – китара
- Яник Герс – китара
- Стив Харис – бас
- Нико Макбрейн – барабани
- Майкъл Кени – клавишни